# Patryk Baranowski
Patryk Baranowski (ur. 2 czerwca 1986) – polski sprinter, reprezentant AZS Łódź.
Największe sukcesy w dotychczasowej karierze odnosił w sztafecie 4 × 400 metrów, podczas Mistrzostw  Europy juniorów w lekkoatletyce (Kowno 2005) zdobył brązowy medal (razem z Baranowskim biegli : Paweł Dobek, Ziemowit Ryś oraz Kacper Kozłowski, zaś podczas  rozgrywanych w lipcu 2007 w Debreczynie na Węgrzech Młodzieżowych Mistrzostw Europy w Lekkoatletyce biegnąc na drugiej zmianie w polskiej sztafecie 4 × 400 metrów,  razem z kolegami (kolejno : Grzegorz Klimczyk, Piotr Dąbrowski oraz Kacper Kozłowski) zajęli drugie miejsce przegrywając jedynie z Rosjanami.

## Rekordy Życiowe
- 200 metrów – 21.81  4 czerwca 2006	Wrocław (wiatr -2.1)
- 300 metrów – 33.92 5 maja 2007 Wrocław
- 400 metrów – 46.48 5 lipca 2008 Szczecin